# Rob Grabert
Robert Karl Baldwin „Rob“ Grabert (* 5. Februar 1964 in Hilfarth, Nordrhein-Westfalen) ist ein ehemaliger niederländischer Volleyballspieler.
Rob Grabert spielte in den 1980er Jahren Volleyball in den Niederlanden bei Nashua Geldrop und ab 1988 mit dem Nationalmannschaftskader unter Trainer Arie Selinger bei Martinus Amstelveen. 1990 wechselte der Außenangreifer nach Italien und spielte bei Pallavolo Catania, Jockey Schio und Latte Giglio Reggio nell’Emilia. Danach war er wieder in den Niederlanden bei Rentokil-Zevenhuizen Rotterdam aktiv. 1996/97 spielte Rob Grabert beim Moerser SC in der deutschen Bundesliga. Danach beendete er seine Karriere.
Rob Grabert hatte 331 Einsätze in der niederländischen Nationalmannschaft. Er nahm zweimal Olympischen Spielen teil und gewann 1996 in Atlanta die Goldmedaille. 